# Ivan Ljahov
Ivan Ljahov (rus. Иван Ляхов), umro oko 1800., bio je ruski trgovac koji je istraživao velike dijelove novosibirskih otoka u 18. stoljeću.

## Ekspedicija
Ljaov je započeo svoja istraživanja u proljeće 1770. na psećim zapregama kako bi istražio otoke u blizini sjeverne sibirske obale, o čemu su izvijestili Jakov Permjakov i Merkur Vagin 1710. godine. Na tom je putovanju posjetio južni dio Novosibirskog otočja. Lyakhovljeve namjere bile su uglavnom komercijalne, jer se nadao pronaći mamutovu slonovaču. Njegova je teorija bila da su i otoci koje je istraživao, a koji su kasnije po njemu nazvani Ljahovski otoci, i oni koje je vidio u daljini, ali ih nije mogao istražiti, uglavnom formirani od podloge od kostiju i kljova mamuta.
Ljahiov je otišao na još jedan istraživački pothvat na Novosibirsko otočje 1773.-1774. Ponovno je posjetio Ljahovske otoke, prešao Sannikovljev tjesnac i otkrio otok Koteljni.
Ljahov je poduzeo svoju posljednju ekspediciju 1775. Ovaj put njegova su istraživanja imala znanstvenu pozadinu, jer je sa sobom poveo zemljomjera. Tijekom ovog putovanja temeljito je istražen i opisan otok Boljšoj Ljahovski (Veliki Ljahovski).